# Lot (Bibel und Koran)

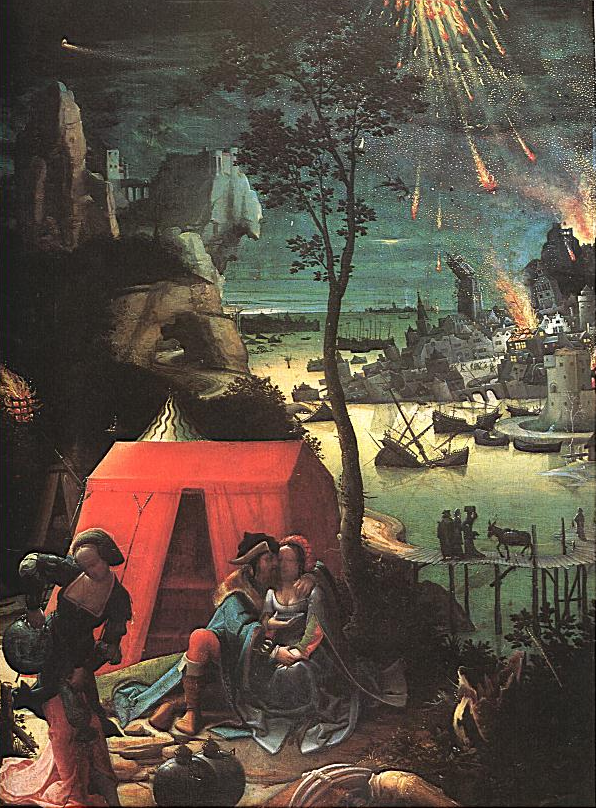
Lot mit seinen beiden Töchtern (Lucas van Leyden ca. 1509)

Lot (hebräisch לוֹט, loːt, „Hülle“) ist eine biblische Gestalt. Nach dem Buch Genesis (Gen 11,27–31 ) war er der Sohn Harans und damit ein Neffe Abrahams, mit welchem er aus Mesopotamien mit Familie und Herden in Kanaan einwanderte, wo sie sich niederließen: Abraham als Hirtenpatriarch, Lot als Städter in Sodom am heutigen Toten Meer (Gen 13,12 ).

## Lot im Tanach und im Alten Testament

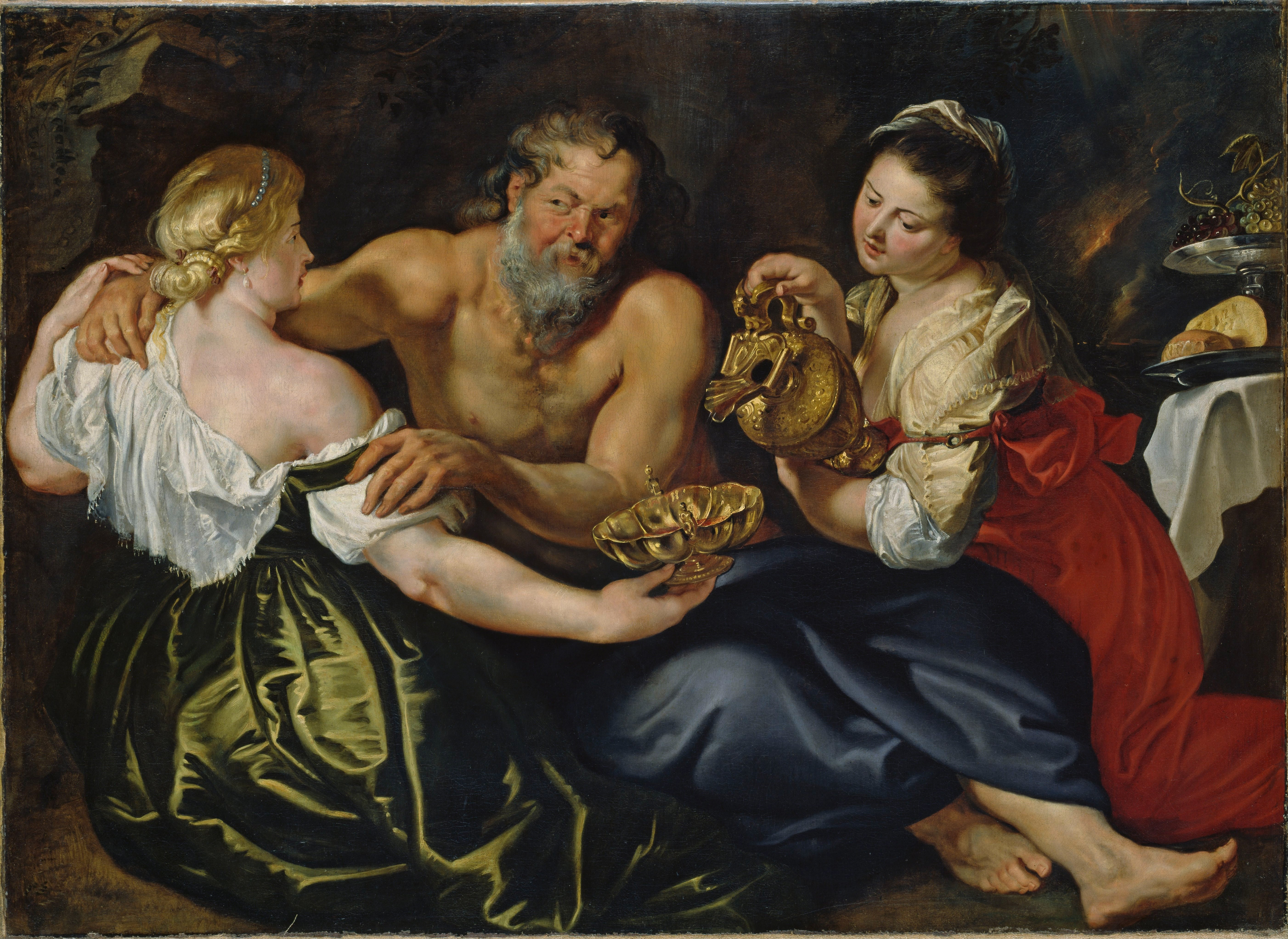
Lot und seine Töchter, Peter Paul Rubens, 1610/1611

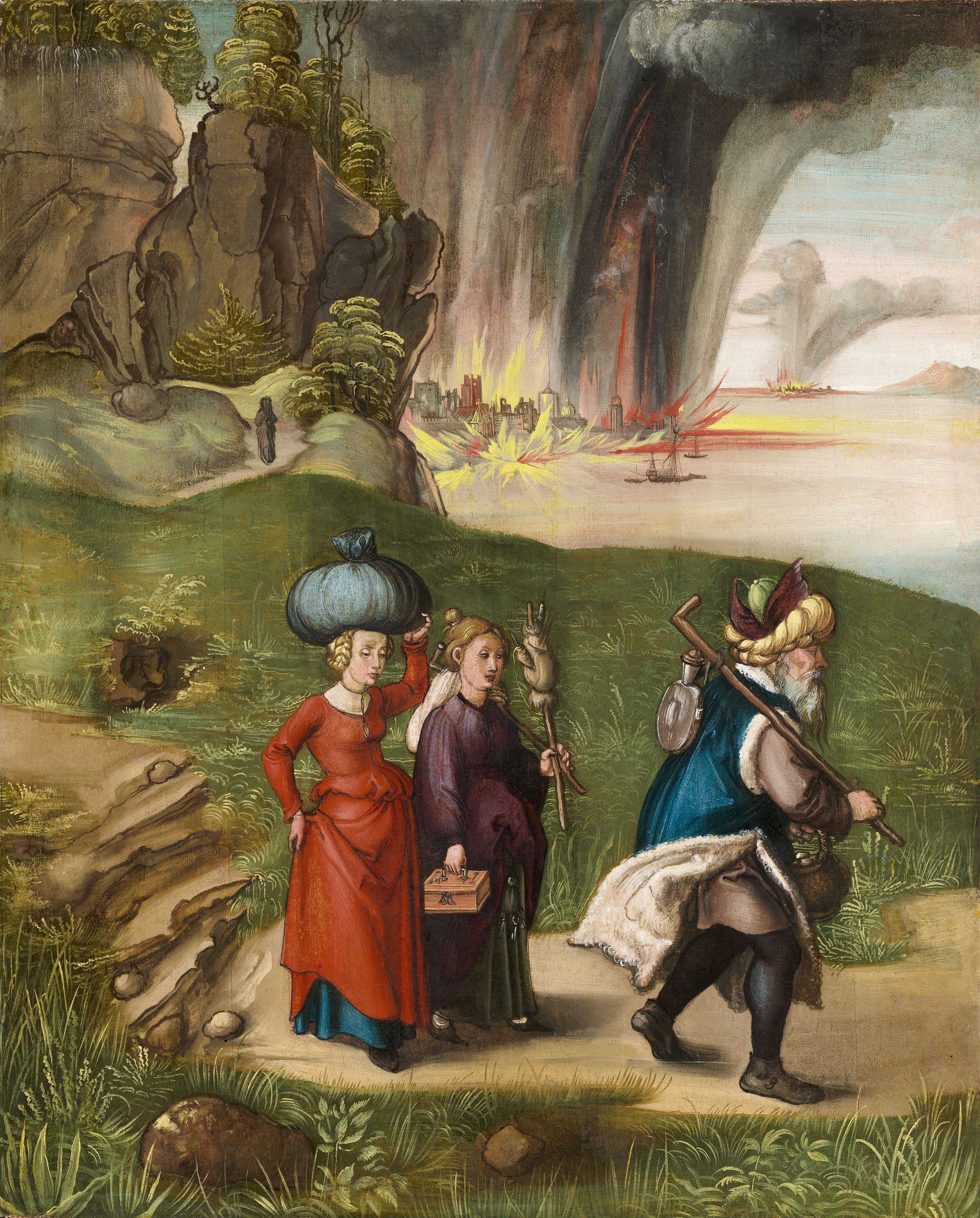
Loths Flucht von Albrecht Dürer

Im Tanach, der hebräischen Bibel, ist Lot die Hauptfigur der Erzählung vom Gottesgericht über die Stadt Sodom (Gen 19,1–29 ). Als zwei Engel in der sündigen Stadt Sodom nach Gerechten suchen, die vor der drohenden Zerstörung Sodoms durch Gott gerettet werden sollen, nimmt Lot die zwei Fremden bei sich auf. Die Sodomiter fordern die Engel für sich, um über sie herzufallen, worauf Lot aus Verzweiflung der Meute seine jungfräulichen Töchter anbietet. Die Engel bewahren die Familie vor dem Mob, führen sie vor die Stadt und gebieten ihr zu fliehen. Als Lots Ehefrau, deren Name in der Bibel nicht erwähnt wird, während der Flucht entgegen dem Verbot der Engel zurückblickt, erstarrt sie zu einer Salzsäule. Dabei handelt es sich möglicherweise um eine Felsformation oder eine Gesteinsausblühung nahe Ǧebel Usdum südlich des Toten Meeres, die wegen ihrer auffälligen Form eine Ortslegende begründete.
Lot flieht mit seinen Töchtern nach Zoar. Als er am nächsten Morgen aus der Stadt Sodom Rauch aufsteigen sieht, fürchtet er sich, flieht gemäß dem göttlichen Gebot in die Berge und lebt dort in einer Höhle. Darauf sagen seine Töchter, dass kein Mann im Lande sei, der ihnen Nachkommen geben könne, machen ihren Vater betrunken, schlafen mit ihm und werden schwanger. So wird Lot zum Vater und auch gleichzeitig Großvater der beiden aus dieser Verbindung entstandenen Söhne Moab und Ben-Ammi, aus denen die Völker der Moabiter und Ammoniter entstehen (Gen 19,30–38 ). Nach Auffassung der historisch-kritischen Exegese ist dies eine polemische Herkunftssage zu den mit den Israeliten verfeindeten Nachbarvölkern.

## Lot im Neuen Testament
Jesus nahm gemäß dem Bericht des Lukasevangeliums Bezug auf die Geschehnisse um Lot und Sodom: „Und es wird ebenso sein, wie es zur Zeit des Lot war: Sie aßen und tranken, kauften und verkauften, pflanzten und bauten. Aber an dem Tag, als Lot Sodom verließ, regnete es Feuer und Schwefel vom Himmel und alle kamen um. Ebenso wird es an dem Tag sein, an dem sich der Menschensohn offenbart“ (Lk 17,28–30 ). In Lk 17,32  erinnert Jesus in diesem Zusammenhang besonders an das Schicksal der ungehorsamen Frau Lots: „Denkt an die Frau des Lot!“

## Lot im Islam
Lot (arabisch Lūṭ) wird auch oft im Koran erwähnt, so vor allem in den verschiedenen Fassungen der Lot-Geschichte (Parallelstellen) in den Suren 7:80–84, 11:77–83, 15:58–77, 26:160–175, 27:54–58, 29:28–35 und 54:33–39. In diesen Versen geht es um das Eintreten Lots gegen das schändliche Verhalten der Sodomiter (im Koran das Volk Lots genannt), die durch ein göttliches Strafgericht vernichtet werden – ebenso Lots ungläubige Frau, während er selbst und ein Teil seiner Familie von Allah gerettet werden. Lot ist im Koran ein „Gottesgesandter“ (rasūl) und zählt zu den „Dienern“ und „Erwählten“ Gottes. Die kurzen Erzählungen, die die koranische Lot-Geschichte bilden, entsprechen im Wesentlichen der Darstellung Lots in der hebräischen Bibel. Allerdings spricht der Korantext nicht über Inzest innerhalb Lots Familie und damit nicht über solch eine Nachkommenschaft. Der Koran spricht auch darüber, dass Lot einer derjenigen war, die erst durch Abraham den rechten Weg gefunden haben und erst danach sei dieser gesandt worden (siehe 29:26–30). Auch die nahe Vernichtung des Volkes Lots erfuhr Abraham vor dieser (vgl. 11:74–76). Dies wiederum setzt ein zeitnahes Bestehen der beiden voraus. Weiterhin sei Lot von späteren Propheten als Warnung genannt worden (vgl. 11:89).
Eine auf dem Koran, der Bibel und Legenden aufbauende Gesamterzählung über Lot und die vernichteten Städte (hier werden auch die Namen Sodom, arabisch Sadūm, und Gomorra, ʿAmūrā, genannt) findet man in den erzählerischen Werken namens Qisas al-anbiyāʾ.